# Norinco QLU-11
QLU-11 — китайський автоматичний снайперський гранатомет
Автоматичний гранатомет QLU-11 (Qīngwuqi Liúdàn jŪji) або «снайперский гранатомет Тип 11» перебуває на озброєнні Національно-Визвольної армії Китаю (НВАК) з 2011 року. Гранатомет позиціонується як «снайперський», бо пристосований для ураження невеликих індивідуальних цілей на відстані до 1000 метрів, ефективна дальність становить 1750 м, втім впевнене накриття групових цілей забезпечується і на більшій дальності.
QLU-11 є самозарядною зброєю, використовує гранати калібру 35x32SR підвищеної точності з осколково-фугасною або бронебійною бойовими частинами, що подаються з барабанних магазинів ємністю від 3 до 15 пострілів. Автоматика використовує віддачу ствола при його довгому ході і вбудований в приклад амортизатор відкату. Стрільба може вестися як з складних сошок, так і зі станка-триноги.
Гранатомет оснащений відкритими регульованими прицільними пристроями і напрямною Пікатіні, на яку можливий монтаж різноманітних типів денних і нічних прицілів, з яких штатним є електронно-оптичний приціл з лазерним далекоміром та балістичним обчислювачем.
Експортна версія QLU-11 має назву LG5 та адаптована під використання високошвидкісних гранат НАТО 40x53HV, призначених для ураження живої сили, неброньованої та легкоброньованої техніки противника на відкритій місцевості.

## Варіанти
QLU-11 випускається у двох варіантах: станковому та ручному.
▪️Станковий варіант призначений для стрільби з триноги або з техніки. Його вага становить 23 кг, ефективна дальність стрільби по індивідуальних цілях 1000 м, по площинних та групових цілях — 2200 м. Ємність магазинів, що застосовуються: 4 і 15 пострілів.
▪️Ручний варіант (для стрільби з сошок) важить 12,9 кг, за рахунок чого переноситься і застосовується одним бійцем. Втім, така вага завелика для інтенсивних маневрених бойових дій, тож QLU-11 в НВАК має жартівливе прізвисько «гранатомет стомленого солдата». Ця версія також призначена для ураження невеликих одиночних цілей на дальностях до 1000 метрів, а групових цілей і на більших відстанях. Спеціально для цієї модифікації створили «снайперські» постріли підвищеної точності, відомі під позначенням BGJ-5, що являють собою гранати осколково-фугасної дії.
Розсіювання при стрільбі цими гранатами становить один метр для черги з трьох пострілів на дальності до 600 метрів. Інакше кажучи, стрілець, озброєний автоматичним гранатометом LG5 здатен укласти всі три гранати в типове вікно чи двері будинку на відстані 600 метрів, знищивши вогневу точку супротивника. Також західні ЗМІ поширили інформацію, що спеціально для гранатомета LG5 створені боєприпаси, які дозволяють ефективно боротися з безпілотниками.